# Willem Joseph de Gand
Pour les articles homonymes, voir Gand (homonymie).
Willem Joseph de Gand, né le 16 mai 1626 à Slot Gendt, et mort le 7 juin 1672 à la bataille de Solebay, est un amiral néerlandais du XVIIe siècle.

## Biographie
Il commence une carrière militaire en 1645 et est promu au rang de capitaine en 1648. Il commence à collaborer avec la marine en 1659 quand, durant la première guerre du Nord, il participe à un débarquement en Fionie en tant que major d'un régiment wallon, sous le commandement de Michiel de Ruyter et sa familiarise ainsi avec les opérations amphibies. En 1664, il est promu lieutenant-colonel et devient gouverneur militaire de Hellevoetsluis, le principal port néerlandais. Quand la deuxième guerre anglo-néerlandaise éclate, il conseille au grand-pensionnaire Johan de Witt de créer un corps de marine spécialisé dans les débarquements et est placé à sa tête, obtenant ainsi le grade de colonel. Il conçoit un plan afin qu'une bataille navale victorieuse soit suivie par un débarquement sur la côte anglaise dans le but de détruire la flotte anglaise alors qu'elle serait en réparation à Chatham.
Pour ne pas trahir ce plan, par la présence d'un colonel de l'armée au milieu de la flotte, il est transféré au commandement d'un navire de guerre et participe à la bataille des Quatre Jours mais ne peut mettre son plan à exécution car la flotte néerlandaise n'est pas en état de poursuivre la flotte anglaise. Son navire manque ensuite d'être coulé lors de la bataille de North Foreland et les néerlandais abandonnent pour un temps leur projet de débarquement. Il est néanmoins promu au grade de vice-amiral pour succéder à Cornelis Tromp en août 1666 et peut enfin réaliser son plan l'année suivante lors du raid sur la Medway. Le 21 juin 1667, il dirige l'attaque sur les docks de Chatham où mouillent plusieurs navires anglais, en incendiant trois des plus grands et en capturant un. Cette grande victoire néerlandaise pousse les Anglais à négocier la paix, qui est signée le 31 juillet 1667 par le traité de Bréda.
De mai à novembre 1670, il mène des opérations contre les barbaresques en Afrique de l'Ouest, opérations au cours desquelles il prend ou détruit six navires pirates. Au début de la troisième guerre anglo-néerlandaise, il ne peut rééditer l'exploit du raid sur la Medway car les Anglais ont désormais renforcé leurs forts contrôlant l'embouchure de la Tamise. Le 7 juin 1672, il est tué au cours de la bataille de Solebay. Il est enterré à Utrecht.

## Sources
- (nl) Cet article est partiellement ou en totalité issu de l’article de Wikipédia en néerlandais intitulé « Willem Joseph van Ghent » (voir la liste des auteurs).